# استقلال النسق البديهي
استقلال النسق البديهي (بالإنجليزية: Independence of Axiomatic System)‏، خاصية مميزة لمبحث البديهيات. إذا لم يكن بالإمكان استنباط أي بديهية من البديهيات كامنةً وراء نسق استنباطي بقواعد الاستنباط الخاصة بهذا النسق. يسمى مثل هذا النسق من البديهيات نسقاً مستقلاً. وبخلاف ذلك يكون نسق البديهيات تابعاً. ودراسة أي نسق بديهي من وجهة النظر هذه شيء هام، ليس لتبسيط مبحث البديهيات فقط. بل لأنها قد تكون هامةً أيضاً من حيث المبدأ. وهكذا فإن إثبات استقلال المصادرة الخامسة عند اقليدس في نسق بديهيات الهندسة قد سهل ظهور الهندسات غير الإقليدية.